# Cólico del lactante
El cólico del lactante es un trastorno típico de los primeros meses de vida que se caracteriza por un llanto intenso y prolongado sin causa aparente. También se lo conoce como cólico de los tres meses, cólico vespertino o del anochecer, alboroto paroxístico del lactante o cólico de gases.
La definición más extendida de los cólicos del lactante los describe como episodios de llanto intenso y vigoroso al menos 3 horas al día, 3 días a la semana durante al menos tres semanas en un bebé sano y bien alimentado.

Generalmente se desconoce qué provoca los cólicos. Solo en un 5% de los casos existe una causa orgánica demostrable. Los estudios realizados hasta la fecha no han encontrado ninguna evidencia que apoye la hipótesis de que los cólicos sean causados por la ansiedad de los padres o un temperamento difícil del niño, pero los padres de bebés con cólicos suelen acabar desarrollando ansiedad y estrés como consecuencia.

## Epidemiología
Se han hecho muchos estudios para calcular su frecuencia, con resultados muy dispares debido a los diferentes métodos y definiciones empleados. Los trabajos más rigurosos muestran una incidencia acumulada del 5-19% de los lactantes. La máxima incidencia se encuentra hacia las 6 semanas de vida. Se considera más frecuente en el primer hijo y en hijos de fumadores. No se han encontrado diferencias en cuanto al sexo del bebé, el tipo de alimentación (lactancia materna o artificial) o el nivel socioeconómico familiar.

## Etiología
No se conoce la causa exacta de los cólicos del lactante. Solo en aproximadamente un 5% de los casos existe una causa orgánica.
Podría tratarse principalmente de una inmadurez del sistema digestivo, que se manifiesta con molestias y dolores en el abdomen. El hecho de que en la mayoría de los bebés los cólicos desaparecen entre los tres y los cuatro meses de edad parece corroborar esta hipótesis.
La presencia en el bebé o en alguno de sus familiares de algún tipo de trastorno atópico (como la dermatitis atópica, el eccema, la rinitis o el asma) o molestias digestivas (tales como vómitos o alteraciones en la consistencia de las heces), es un indicador que sugiere la posibilidad de que el bebé pueda padecer una alergia alimentaria.

### Factores psicológicos y sociales
Si bien tradicionalmente se ha barajado la teoría de la posible influencia de factores psicológicos y sociales como una causa de los cólicos infantiles, no existe ninguna evidencia hasta la fecha que lo demuestre. Incluso se ha comprobado que los niños con cólicos que están al cuidado de personal especializado entrenado, lloran el doble de tiempo que los niños que no presentan cólicos.
Otra teoría que hipotetizaba que los cólicos del recién nacido son una primera manifestación de un "temperamento difícil" tampoco ha podido ser demostrada en diversos estudios longitudinales.
Tampoco existen evidencias sobre que el carácter o la ansiedad de los padres sean la causa de la aparición de los cólicos en el bebé. Al contrario, los padres de bebés con cólicos suelen acabar desarrollando ansiedad, fatiga, estrés y alteraciones en el ambiente familiar.

## Cuadro clínico
Las crisis de llanto son descritas como ataques abruptos, de gran intensidad, que aparecen al final del día. Los bebés adoptan una posición característica, flexionando los muslos sobre el abdomen, apretando los puños, con la cara enrojecida y el abdomen tenso.  Estos episodios pueden durar minutos u horas. En los períodos entre las crisis están completamente asintomáticos y sonrientes, y durante su seguimiento los afectados comen y suben de peso normalmente.

## Diagnóstico
Se diagnostica el cólico del lactante únicamente cuando se descartan otras posibles causas de llanto del bebé. El primer paso en un lactante con un llanto excesivo en el que se ha comprobado que se no debe a las causas normales por las que llora un bebé (hambre, calor o frío, pañal sucio) es realizar una historia clínicia detallada y explorarlo en busca de otros motivos de llanto (traumatismos, hernias, infecciones, etc.) para descartar una causa orgánica, que se produce aproximadamente en un 5% de los casos.
Si el bebé gana poco peso o la temperatura rectal es superior a 38 °C, podría haber un trastorno gastrointestinal, un trastorno del sistema nervioso o una infección, por lo que podría ser necesario realizar pruebas diagnósticas complementarias. Si el bebé está aumentando correctamente de peso y el examen físico es normal, generalmente no es necesaria ninguna prueba diagnóstica.

## Tratamiento

### Intervenciones dietéticas
En los niños alimentados con lactancia materna, una dieta hipoalergénica de la madre podría resultar eficaz en el alivio de los cólicos del bebé, bajo asesoramiento de un especialista para evitar carencias nutricionales en la madre. La dieta que ha mostrado un claro efecto beneficioso en estudios previos consiste en la retirada de la leche de vaca y productos derivados, el trigo, los huevos, los cacahuetes, los frutos secos, la soja y el pescado, si bien se necesitan estudios adicionales para confirmar cuáles son las sustancias concretas presentes en la leche materna que desencadenan los cólicos del bebé y el mecanismo de acción. La eliminación únicamente de la leche de vaca y productos derivados en la dieta de la madre no ha parecido mostrar ningún efecto en la duración de los cólicos.
Está ampliamente demostrada la presencia de alérgenos alimentarios en la leche humana, tales como proteínas de huevo, de gluten (contenidas en el trigo, la cebada, el centeno, la avena, y todos sus híbridos), de leche de vaca y de cacahuete. En general, las concentraciones se relacionan con la cantidad del alimento ingerido por la madre. Los alérgenos pasan con rapidez a la leche materna, en los minutos posteriores a la ingesta, y pueden permanecer durante varias horas. Por otro lado, se ha sugerido que esta exposición a alérgenos alimentarios a través de la lactancia podría inducir la tolerancia en el bebé, si bien actualmente no se ha establecido cómo y cuándo exponer a los bebés a los alérgenos alimentarios potenciales con el objetivo de inducir la tolerancia o prevenir el desarrollo de sensibilizaciones posteriores. Otros factores desempeñan un papel añadido, tales como la genética, el tabaquismo o el estilo de vida.
En el caso concreto del gluten, actualmente se ha demostrado que ni la exposición temprana al gluten ni la duración de la lactancia materna previenen el riesgo de desarrollar la enfermedad celíaca, si bien el retraso en la introducción del gluten se asocia con un retraso en la aparición de la enfermedad. Esto contradice las recomendaciones dictadas en 2008 por la Sociedad Europea de Gastroenterología Pediátrica (ESPGHAN por sus siglas en inglés) para las familias de niños con riesgo de desarrollar la enfermedad celíaca, que consistían en introducir gradualmente pequeñas cantidades de gluten en la dieta durante el período comprendido entre los 4 a 7 primeros meses de vida, mientras se mantenía la lactancia materna.
 La genética de riesgo (presencia de los haplotipos HLA-DQ2, HLA-DQ8 o alguno de sus alelos) es un importante factor que predice la posibilidad de desarrollar la enfermedad celíaca.
En los niños que no reciben lactancia materna, utilizar fórmulas hidrolizadas en lugar de leche de vaca normal, parece mejorar los cólicos.
El uso de infusiones de hierbas no suele recomendarse. Existe algún estudio que muestra cierta eficacia con algunas hierbas, pero existe la preocupación de que el consumo de infusiones reduzca la ingesta de leche en el lactante, con riesgo de desnutrición. Algunas plantas como el anís estrellado pueden causar intoxicaciones graves consumidas en exceso.[cita requerida]

### Intervenciones farmacológicas
La mayoría de remedios comercializados carece de eficacia real, y los beneficios apreciados suelen corresponderse a la mejoría natural que suelen tener los cólicos a partir de las 6 semanas de vida. Algunos pueden ser incluso perjudiciales.
- Anticolinérgicos(diciclomina, dicicloverina): aunque disminuyen los cólicos por su efecto relajante sobre el músculo de la pared intestinal, también producen efectos secundarios, algunos potencialmente graves, por lo que han dejado de emplearse.
- Metilescopolamina: otro relajante muscular que se ha mostrado ineficaz e incluso puede empeorar los síntomas.
- Dimeticona o Simeticona: facilita la eliminación del gas intestinal y no produce efectos secundarios, pero los estudios realizados tampoco han demostrado que disminuya los síntomas de los cólicos del lactante.

### Otras intervenciones
Otras intervenciones, como el empleo de fórmulas enriquecidas con fibra, el masaje infantil o el asesoramiento a los padres sobre técnicas específicas de comportamiento, no han mostrado ningún beneficio.

## Pronóstico
Pese a los trastornos y preocupaciones que generan estos cólicos, lo cierto es que se acaban resolviendo por sí solos hacia los tres o cuatro meses de edad, sin afectar al crecimiento y al desarrollo del bebé. Los problemas más importantes que pueden surgir son los debidos a la desestabilización familiar cuando la familia no se adapta adecuadamente, con riesgo de conflictos de pareja o maltrato infantil secundario.